# Сквозь шторм (мультфильм)
«Сквозь шторм » — короткометражный анимационный телефильм, основанный на ирландских легендах.
Премьера фильма состоялась 14 июля 2012 года.

## Сюжет
Элис не может смириться со смертью мужа. Чтобы вернуть любимого, женщина заставляет  ведьму банши отвести её в загробный мир.

## Роли озвучивали
- Кэти МакГрат — Элис/ банши

## Награды
- LA Arthouse Film Festival — Лучший Анимационный фильм. (2012)
- California International Shorts Festival — Лучший Анимационный фильм. (2012)
- California Film Awards[англ.]  — Лучший Анимационный фильм. (2013)
- NYLA International Film Festival in New York — Лучший Анимационный фильм. (2013)